# Egyházaskozár
Egyházaskozár (nje. Ratskoslar) je selo u južnoj Mađarskoj. 
Zauzima površinu od 24,31 km četvornog.

## Zemljopisni položaj
Nalazi se podno sjeverozapadnih obronaka gore Mečeka (mađ. Mecsek), na 46°20' sjeverne zemljopisne širine i 18°19' istočne zemljopisne dužine. Nalazi se 3,2 km od Bikala (mađ. Bikal), sela s luksuznim hotelom i toplicama i 8 km od vinogradarskog sela Szászvára. Pečuh je udaljen 30 minuta vožnje, Blatno jezero 40 minuta, a i Dunav je u blizini. Kubin je udaljen 4 km, Maroca 2 km, a Mekinjiš 6 km.

## Upravna organizacija
Upravno pripada komlovskoj mikroregiji u Baranjskoj županiji. Poštanski broj je 7347.

## Povijest
Do 1934. se selo zvalo Ráckozár.

## Gospodarstvo
Selo ima dobru infrastrukturu za seoski turizam i ljubitelje prirode.

## Stanovništvo
U Egyházaskozáru živi 878 stanovnika (2005.). Mađari su većina. Nijemci čine blizu 12% stanovništva i imaju manjinsku samoupravu. U selu je i 1% Rumunja. Blizu 73% stanovnika su rimokatolici, 16,4% je luterana, 1,3% je kalvinista, te ostali.
Izvorno je bilo njemačko selo. Brojni stariji stanovnici još govore dobrim njemačkim jezikom. 

## Vanjske poveznice
- (mađ.) Plan sela  Arhivirana inačica izvorne stranice od 16. svibnja 2011. (Wayback Machine)
- Egyházaskozár na fallingrain.com